# Peter Paul Rubens
Peter Paul Rubens (født 28. juni 1577 i Siegen, død 30. maj 1640 i Antwerpen) var en flamsk maler, tegner, grafiker og diplomat, 
der hovedsageligt virkede i Antwerpen. Rubens var en af de førende malere i barokken i europæisk malerkunst i 1600-tallet, og han er kendt for sine store malerier præget af bevægelse, farve og sensualitet.
Han blev adlet for sine fredsskabende fortjenester som diplomat.
Hans far blev forfulgt for sin protestantiske, calvinistiske overbevising, men efter faderens død blev Rubens opdraget som katolik. Denne konflikt var med til at udvikle hans kunst.
Rubens' kunst var præget af kærligheden til monumentale former og dynamiske effekter. Det kom tydeligst frem i hans værker 1620'erne, blandt andet i en cyklus bestående af 21 billeder om Marie af Medicis liv. I dag kan disse værker ses på museet Louvre.
Det sidste tiår af hans liv arbejdede han med portrætter og landskaber. Hans værker var ikke længere så dramatiske, men de genspejlede hans mesterlige beherskelse af detaljer og tekniske færdigheder.

## Biografi
Peter Paul Rubens far, Jan Rubens, var en protestantisk advokat, der var flygtet fra Antwerpen på grund af religionsforfølgelserne. Derfor blev Peter Paul Rubens født i det tyske Siegen og hovedsageligt opdraget af sin mor, fordi faderen blev sat i fængsel og senere landsforvist pga. en påstået affære med Anna af Sachsen. Peter Paul Rubens tog en uddannelse i humanistiske fag i Køln. Efter faderens død vendte moderen tilbage til Antwerpen sammen med sønnen. Efter at have afsluttet maleruddannelsen blev han optaget som mester i malerlauget i Antwerpen i 1598 Mellem 1603 og 1604 udførte han diplomatisk arbejde for Vincenzo 1. af Gonzaga i Mantova. i Spanien og blev her inspireret af den spanske kunsttradition. Efter moderens død i 1608 vendte Rubens hjem til Nederlandene, hvor han blev hofmaler hos ærkehertug Albrecht af Østrig og Isabella af Spanien i 1609. Han blev boende i Antwerpen og ægtede den 3. oktober 1609 Isabella Brandt, der var datter af en af byens ledende humanister, Jan Brandt. Parret fik tre børn, og Isabella døde som 35-årig i 1626. Rubens giftede sig igen i 1630 med den 16-årige Hélène Fourment (1614-73), der stod model til mange af hans værker. Rubens trak sig tilbage til Château de Steen syd for Antwerpen, hvor han til trods for sygdom malede udsøgte billeder af landskaber og fremstillinger af landligt liv.

## Galleri
- Achelous' fest, ca. 1615, malet i samarbejde med Jan Brueghel den ældre. Metropolitan Museum of Art, New York
- Marie de Medici, ca. 1622. Pradomuseet, Madrid
- De tre gratier, ca. 1635. Pradomuseet.
- Venus og Adonis, ca. 1635, Metropolitan Museum of Art, New York